# 朽網鑑房
朽網 鎮房／鑑房（くたみ しげふさ／あきふさ）は、戦国時代から安土桃山時代にかけての武将。大友氏の家臣。
兄・朽網鎮則と共に大友義鎮（宗麟）から偏諱を賜って鎮房を名乗る（鑑房の名はのちに父・鑑康から1字取って改名したものと思われる）。しかし、父鑑康は島津氏との抗争の間に病死、兄鎮則は島津氏に内通したとして粛清され、鑑房は浪々のまま豊後国玖珠郡で不遇のうちに死去した。
妻は蒲池鎮漣の娘の徳子。子の宗壽は、母徳子の菩提寺崇久寺の食客となり蒲池姓を名乗る。